# Circus Records
Circus Records is een platenlabel gevestigd in Londen opgericht door Shaun Brockhurst (Doctor P), Joshua Steele (Flux Pavilion), Simon Swan (DJ Swan-E) en Earl Falconer in 2009. In 2011 waren Brown & Gammon, Cookie Monsta, Doctor P, Flux Pavilion, FuntCase, Roksonix en Slum Dogz bij Circus Records ondergebracht.

## Platen
Alle uitgaven van Circus Records op alfabetische volgorde:
- Brown & Gammon - Blow My Mind
- Brown & Gammon - Painkillers
- Brown & Gammon - Riddle Me This
- Cookie Monsta - Blurgh!
- Cookie Monsta - Ginger Pubes
- Cookie Monsta - Mosh Pit
- Doctor P - Big Boss
- Doctor P - Gargoyles
- Doctor P - Sweet Shop
- Doctor P - Watch Out
- Doctor P (ft RSK) Black Books
- Flux Pavilion - Bass Cannon
- Flux Pavilion - Got 2 Know
- Flux Pavilion - Haunt You
- Flux Pavilion - Hold Me Close
- Flux Pavilion - I Can't Stop
- Flux Pavilion - Night Goes On
- Flux Pavilion - Normalize
- Flux Pavilion - Voscillate
- Flux Pavilion & Doctor P - Air Raid
- Flux Pavilion (ft Foreign Beggars) - Lines In Wax
- FuntCase - 50 Calibre
- FuntCase - Matress Punch
- FuntCase - So Vexed
- Picto - Streets Of Rage (Flux Pavilion Remix)
- Roksonik - Madness
- Roksonix - Music In Me
- Slum Dogz - For All Time
- Slum Dogz - In The Hood
- Switchdubs - Back With A Vengeance